# مطار جيوتشايقو هوانغ لونغ
مطار جيوتشاي هوانغلونغ (بالصينية: 九寨溝 機場)(إياتا: JZH، إيكاو: ZUJZ) يقع في مدينة وادي جيوتشايقو في جمهورية الصين الشعبية. المعروف أيضًا باسم مطار جيوتشايقو هوانغ لونغ ومطار جيوتشايونغ، هو مطار في مقاطعة سونغبان، مقاطعة سيتشوان، الصين. يخدم هذا المطار اثنين من الأماكن ذات المناظر الخلابة الرئيسية في هذه المنطقة. يبلغ ارتفاعه 3448 مترًا (11312 قدمًا) فوق مستوى سطح البحر.
صنف مطار جيوتشايقو هوانغ لونغ في المرتبة الثامنة والأربعون في الصين من حيث عدد الركاب عام 2011 وفقًا لإدارة الطيران المدني في الصين، حيث تعامل مع 1,717,603 راكب، وبلغ إجمالي حركة الطائرات (القادمة والمغادرة) 14,946 طائرة وقد بلغت كمية البضائع المنقولة عبر المطار 0 طن.

## شركات الطيران والوجهات
| شركـات طيـران       | الوجهات |
| ------------------- | --- |
| طيران الصين         | مطار بكين العاصمة الدولي، مطار تشنغدو شوانغليو الدولي، مطار تشنغدو تيانفو الدولي                                                                                              |
| خطوط سيتشوان الجوية | مطار تشنغدو شوانغليو الدولي، مطار تشنغدو تيانفو الدولي، مطار هانغتشو شياوشان الدولي، مطار نانينغ الدولي، مطار ووهان الدولي، مطار سنن شوفانغ الدولي، مطار شيان شيانيانغ الدولي |